# دوش مقعد

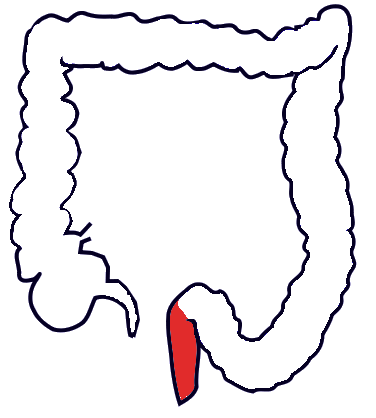
روده بزرگ انسان و راست‌روده (به رنگ قرمز) در آن. با استفاده از دوش مقعد، قسمتی از رودهٔ بزرگ پیش از انجام رابطهٔ جنسی شسته شده و از مدفوع پاک می‌شود.

شستشوی مقعدی یا دوش مقعدی (انگلیسی: Rectal douching) عملی است که برای شستن و پاکسازی انتهای روده از مدفوع و آماده‌کردن آن برای انجام رابطه جنسی مقعدی انجام می‌گیرد. هم به انجام این کار و هم به ابزار مورد استفاده از آن دوش مقعدی می‌گویند. اکثر افرادی که از این دوش برای شستشوی انتهای روده استفاده می‌کنند، مردان همجنسگرا هستند. به همین دلیل مطالعاتی دربارهٔ شیوهٔ دوش گرفتن مقعد و عوارض آن بر روی مردان همجنسگرا انجام شده‌است. بعضاً زنان و بازیگران پورنوگرافی نیز قبل از انجام رابطه جنسی مقعدی، از این وسیله استفاده می‌کنند
البته گاهی برای رفع یبوست، که بیشتر برای خارج کردن مدفوع خیلی خشک شده در انتهای روده هم استفاده می‌شود. وگرنه خود بیماری یبوست را درمان نمی‌کند.

## کاربرد
عمل شستشوی روده معمولاً برای تمیز کردن انتهای روده از مدفوع، پیش از رابطهٔ جنسی است. اما می‌توان از آن برای اجابت مزاج آسان‌تر برای مبتلایان به یبوست نیز استفاده نمود.
بیمارانی که مشکل یبوست سخت دارند میتوانند از این روش برای خارج کردن مدفوع استفاده کنند .بیماران هنگامی که احساس اجابت مزاج داشتن اول مقداری روغن (مثلاروغن بچه)به مقعدخودبمالندبداب شیرتوالت را ولرم کنن بدسرشیلنگ را رومقعد فشار دهند تا اب وارد مقعد شود و وقتی احساس پرشدن مقعد از اب بهشون دست داد به مدت سی ثانیه صبر کنن وعمل تخلیه را انجام دهند . 

## دلایل اجتناب از آن
شواهد محکمی در دست نیست اما این نوع دوش می‌تواند احتمال ابتلا به ایدز را افزایش دهد. همچنین استفاده از آن قبل از رابطهٔ جنسی می‌تواند بیماری هپاتیت ب را نیز انتقال دهد. افراد باید دوش مقعد خود را وسیله‌ای شخصی محسوب کرده و آن را با دیگران به اشتراک نگذارند. استفاده از ابزار دوش مقعد می‌تواند احتمال آسیب به بافت مقعد و انتهای روده را افزایش دهد.

## شیوه

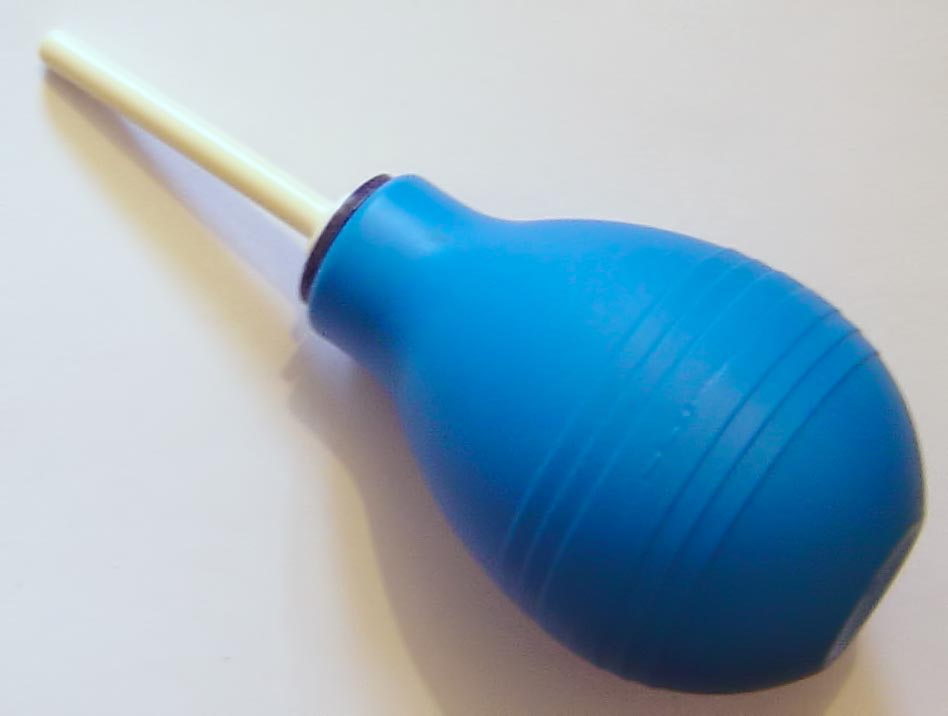
دوش مقعدی مسافرتی. این دوش مقعدی قابل حمل و مناسب برای مسافرت است.

عمل شستشوی انتهای روده بسیار آسان است و توسط وارد کردن آب به درون روده از طریق مقعد و خارج کردن آن انجام می‌شود. ابزار این کار، شلنگی است که به یک شیر آب در حمام یا دستشویی وصل است. در نوک شلنگ قطعه‌ای قرار دارد که گِرد است و مقعد را زخم نمی‌کند و به سادگی وارد مقعد می‌شود. انتهای شلنگ را وارد مقعد کرده و آب را کمی باز می‌کنند. انتهای روده که پر از آب شد، شیر آب را می‌بندند و آب کثیف شده را با عمل مشابه مدفوع کردن، خارج می‌کنند. به این صورت انتهای روده کاملاً از مدفوع پاک شده و مقعد برای انجام رابطه جنسی آماده است.
نوعی دوش مقعد هم وجود دارد که برای مسافرت مناسب است. دوش مقعد مسافرتی شامل یک حباب پلاستیکی نرم یا لاستیکی و یک شلنگ بسیار کوتاه است. برای استفاده از آن، حباب را پر از آب می‌کنند. سپس نوک آن شلنگ را وارد مقعد کرده، حباب را فشار می‌دهند و آب را به درون روده هدایت می‌کنند.

## کاربرد در آمیزش جنسی
پیش از رابطه جنسی مقعدی، شخص مفعول دوش مقعدی انجام می‌دهد و روده‌اش را تخلیه می‌کند، تا در حین رابطه جنسی، آلت شخصِ فاعل به مدفوع آغشته نشود. هرچند دوش مقعدی نمی‌تواند مانع انتقال بیماری‌های میکروبی شود و فقط باعث تخلیه روده از ذرات مدفوع می‌شود.

## تعداد دفعات استفاده
تحقیقی که در سال ۲۰۱۴ بر روی ۵۰۰۰ مرد همجنسگرا در آمریکا انجام شد، نشان می‌داد که نیمی از آنها حداقل یکبار از دوش مقعد استفاده کرده‌اند.